# Dominika Nowakowska (ur. 1992)
Dominika Nowakowska (ur. 25 maja 1992) – polska siatkarka grająca na pozycji środkowej bloku. Od sezonu 2014/2015 reprezentuje barwy zespołu KS Developres Rzeszów. Jest absolwentką Szkoły Mistrzostwa Sportowego w Sosnowcu. Występowała w reprezentacji Polski juniorek. Ma 187 cm wzrostu.

## Kariera klubowa
| Sezon             | Klub                         |
| ----------------- | ---------------------------- |
| 2011/2012         | KSZO Ostrowiec Świętokrzyski |
| 2012/2013         | AGH Galeco Wisła Kraków      |
| 2013/2014 – nadal | KS Developres Rzeszów        |